# Протопопов, Сергей Владимирович
Серге́й Владимирович Протопопов (21 марта [2 апреля] 1893, Москва — 14 декабря 1954 год, Москва) — русский теоретик музыки, композитор и хоровой дирижёр, педагог.

## Биография
Изучал медицину в Московском университете. В 1921 г. окончил Киевскую консерваторию, где, прослушав курс Б. Л. Яворского, стал убеждённым последователем его музыкально-теоретической концепции. Жил с Яворским с 1918 до смерти последнего (с перерывами). Был связан с Ассоциацией Современной Музыки[уточнить]. В 1934 был осуждён за мужеложство, освобождён в 1937 досрочно. В 1938—43 гг. преподавал в Московской консерватории хоровые дисциплины. Похоронен на Даниловском кладбище.

## Творчество
Наиболее известен как автор книги «Элементы строения музыкальной речи» (1930-31). Задуманная как реализация учения Яворского, в действительности книга Протопопова содержит и оригинальное развитие идей и понятий его учителя, при этом отделить оригинальный материал от заимствованного чрезвычайно сложно.  
Композиции Протопопова включают три сонаты для фортепиано и некоторые другие произведения. В своих сонатах он демонстрирует сильное влияние позднего Скрябина.

## Список произведений

### Произведения для фортепиано
- Op. 1. Соната №1.
- Op. 5. Соната №2.
- Op. 6. Соната №3.

### Произведения для голоса и фортепиано
- Op. 4. Две сказки на народный текст
- Op. 7. Сказка о дивном гудочке
- Op. 8. Le Printemps de la vie
- Op. 10. Две песни
- Op. 11. Две любовные песни

### Прочие сочинения
- Op. 3. Des lebens frühling для голоса и фортепианного трио
- совместно с Яворским: пять народных песен для смешанного хора.